# Фудбалски савез Монтсерата
Фудбалски савез Монсерата (енгл. Montserrat Football Association (МФА) је највиша фудбалска организација на територији малог карипског острва Монсерат која руководи фудбалским спортом у земљи, као и њеном фудбалском репрезентацијом.
Фудбалски савез је основан још 1973. године, али је тек 1994. примљен у КОНКАКАФ (Северно-средњоамеричка и карипска фудбалска конфедерација), а 1996. постаје и члан ФИФА.
Председник савеза је Винсент Касел (Vincent Cassell).
Прва међународна утакмица одиграна је на Светој Луцији (Света Луција - Монсерат 3:0).
Боја дресова репрезентације је зелена и бела.
Лига Монсерата се игра од 2000. године